# Semi-marathon de Tinqueux
 (novembre 2023).
Si vous disposez d'ouvrages ou d'articles de référence ou si vous connaissez des sites web de qualité traitant du thème abordé ici, merci de compléter l'article en donnant les références utiles à sa vérifiabilité et en les liant à la section « Notes et références ».
Le semi-marathon de Tinqueux, devenu les Foulées Aquatintiennes en [Quand ?], est une course à pied annuelle traversant la ville de Tinqueux dans la Marne. 

## Généralités
Cette course urbaine originale a lieu depuis 1990. Elle réunit chaque année, au mois de septembre, plus de 1000 coureurs.
L'épreuve correspond à un circuit de 7 km parcouru 3 fois entièrement, comprenant quelques dénivelés. La compétition est également ouverte aux coureurs
moins endurants avec une épreuve de 7 km.
Des courses et animations pour les plus jeunes sont également organisées : enfants des écoles et collégiens y participent en nombre.

## Palmarès
- 2009 : Aymeric Lecomte ( France) 1 h 11 min 52 s
- 2008 : Pascal Fetizon (France) 1 h 12 min 33 s
- 2007 : Sylvain Pohu (France) 1 h 12 min 53 s
- 2006 : Alexandre Krestianinov ( Russie) 1 h 09 min 04 s
- 2005 : Alexandre Krestianinov (Russie) 1 h 06 min 05 s
- 2004 : Alexandre Krestianinov (Russie) 1 h 07 min 12 s

source : FFA